# Guildford Flames
Guildford Flames je hokejový klub z města Guildford v anglickém hrabství Surrey. Od roku 2017 je účastníkem Elite Ice Hockey League. Domácím stadionem je Guildford Spectrum.
Klub založil v roce 1992 Američan Barry Dow. V logu klubu je vyobrazeno písmeno G s plameny, podobné logu Calgary Flames. 
Flames vyhráli English Premier Ice Hockey League (druhá nejvyšší soutěž) v letech 2006, 2008, 2011 a 2012. V roce 2019 se stali vítězi Patton Conference.
Po ukončení angažmá ve fotbalovém Arsenalu s klubem začal trénovat Petr Čech,
který nastoupil ve třech zápasech sezóny 2019/20 za jiný místní tým Guildford Phoenix ve čtvrté nejvyšší soutěži a zaznamenal v brance úspěšnost zákroků 92 procent.